# Panathinaikos Atena
Panathinaikos Athlitikos Omilos (grčki: Παναθηναϊκός Αθλητικός Όμιλος) je grčki sportski klub iz Atene. Hrvatski prijevod imena bi bio Pan Atenski Atletski Klub. Poznat je i kao Panathinaikos ili PAO. Panathinaikos je najveći i najuspješniji grčki sportski kolektiv. 
Momčadi i pojedinci koji su nastupali za Panathinaikos u različitim sportovima su osvojili ukupno 495 priznatih naslova. Klub je osnovao George Kalafatis 1908. godine. Tijekom povijest klub je imao 24 sportska kolektiva u različitim sportovima. 
Danas tri sportska kolektiva koriste ime Panathinaikos, nogometni klub - P.A.E. Panathinaikos, košarkaški klub - K.A.E. Panathinaikos i odbojkaški klub - T.A.P. Panathinaikos.